# Kevin Schlitte
Kevin Schlitte (ur. 4 listopada 1981 w Haldensleben) – niemiecki piłkarz występujący na pozycji pomocnika bądź obrońcy.

## Przebieg kariery
Kevin Schlitte treningi rozpoczął już w wieku sześciu lat w drużynie ze swojego rodzinnego miasta. Po dwóch latach przeniósł się do klubu Lokomotive Haldensleben. Następnie występował w Fortunie Magdeburg oraz w Haldensleber SC, w którym to rozpoczął swoją seniorską karierę.
Do końca 2005 roku Schlitte grał w lokalnych drużynach, ale na początku 2006, po kolejnej udanej rundzie w barwach Germanii Halberstadt został wykupiony przez FC Carl Zeiss Jena. Jeszcze w tym samym roku wywalczył ze swoją nową drużyną awans do 2. Bundesligi. Do ostatniej kolejki ważyły się losy utrzymania drużyny w lidze, jednak ostatecznie piłkarze z Jeny zakończyli rozgrywki na trzynastym miejscu. W kolejnym sezonie Schlitte reprezentował drużynę SC Freiburg, z którą w 2009 awansował do Bundesligi, jednak nie dane mu było w niej zadebiutować, gdyż za 120.000 € przeszedł do Hansy Rostock. Sezon 2009/2010 zakończył się dla piłkarzy Hansy degradacją do 3. Ligi, a Schlitte na zasadzie wolnego transferu przeszedł do beniaminka 2. Bundesligi Erzgebirge Aue. W sezonie 2010/2011 był graczem podstawowego składu i pomógł kolegom w zajęciu piątej lokaty w tabeli.

## Statystyki
| Sezon     | Klub                 | Kraj   | Rozgrywki     | Mecze | Bramki |
| --------- | -------------------- | ------ | ------------- | ----- | ------ |
| 2004/2005 | Germania Halberstadt | Niemcy | Oberliga      | 33    | 10     |
| 2005/2006 | Germania Halberstadt | Niemcy | Oberliga      | 15    | 9      |
| 2005/2006 | FC Carl Zeiss Jena   | Niemcy | Regionalliga  | 13    | 1      |
| 2006/2007 | FC Carl Zeiss Jena   | Niemcy | 2. Bundesliga | 31    | 4      |
| 2007/2008 | SC Freiburg          | Niemcy | 2. Bundesliga | 24    | 1      |
| 2008/2009 | SC Freiburg          | Niemcy | 2. Bundesliga | 22    | 1      |
| 2009/2010 | Hansa Rostock        | Niemcy | 2. Bundesliga | 27    | 1      |
| 2010/2011 | Erzgebirge Aue       | Niemcy | 2. Bundesliga | 30    | 1      |
| 2011/2012 | Erzgebirge Aue       | Niemcy | 2. Bundesliga | 31    | 0      |
| 2012/2013 | Erzgebirge Aue       | Niemcy | 2. Bundesliga | 25    | 2      |
| 2013/2014 | Erzgebirge Aue       | Niemcy | 2. Bundesliga | 4     | 0      |
| 2014/2015 | Germania Halberstadt | Niemcy | Regionalliga  | 26    | 3      |